# Bernard Galand
Bernard Galand est un écrivain et philosophe français né  le 17 décembre 1945  à Lourches et mort à Paris le 20 septembre 2020.

## Biographie
Agrégé de philosophie, il participe au Dictionnaire des Philosophes paru aux PUF en 1984.
Il est l'auteur de plusieurs romans et essais, dont Mélissa, Prix des critiques en 1978.

## Œuvres
- Mélissa, éditions Lettres nouvelles et éditions Robert Laffont, coll. « Les Lettres nouvelles », Paris, 1978, 289 p.,  (ISBN 2-86231-010-7). – Prix de la Critique, 1978.
- L'Offense : roman, éditions Denoël, Paris, 1999, 220 p.,  (ISBN 2-207-24858-5).
- Le Festin de l'ombre : roman, éditions Denoël, Paris, 2000, 272 p.,  (ISBN 2-207-25139-X).
- Le Manifeste du sujet, éditions Le Bord de l'eau, coll. « Clair & net », Latresne, 2007, 127 p.,  (ISBN 978-2-915651-63-8).